# Мороз Яків Мойсейович
Яків Мойсейович Мороз (Мороз-Йосема, Йосем-Мороз) (1898–1940) — начальник Ухтпечлага з моменту створення і до розформування, старший майор державної безпеки (1936).

## Біографія
Народився в єврейській сім'ї кустарів-шкірників. Отримав нижчу освіту, закінчивши два класи, потім самоук. З 1914 по 1916 рік перебував в єврейській партії «Поалей Ціон». Робітник-стругальник в Оренбурзі, там же в травні 1918 року був прийнятий в партію більшовиків. У 1918–1919 роках червоногвардієць, слідчий і член військового трибуналу ВЧК. У 1919–1928 роках чекіст в системі ОГПУ в місті Баку.
У лютому 1929 року у зв'язку із справою Азербайджанського ГПУ колегією ОГПУ засуджений до семи років позбавлення волі як учасник незаконного розстрілу робітника (за перевищення влади). У вересні 1931 року після перегляду справ Президією ВЦВК звільнений достроково, а ОГПУ відновило його на роботі у своїх органах. Тоді ж рішенням Центральної контрольної комісії з клопотання членів ЦК ВКП (б) Орджонікідзе і Ягоди відновлений в рядах партії. З 2 листопада 1929 року начальник Ухтинської експедиції Управління північних таборів ОГПУ особливого призначення (УСЕВЛОН), з липня 1931 по серпень 1938 року начальник Ухтпечлага ОГПУ-НКВД. Мешкав в Комі АРСР, селище Чиб'ю.
У 1938 році Я. М. Морозу в ряд «злочинної безгосподарності» було вписано звинувачення в «пособництві ворогам народу». Заарештований 21 серпня 1938 року, а через 5 днів, 26 серпня на зборах партійного активу табору схвалений наказ НКВД про зняття з роботи і віддання під суд колишнього начальника Ухтпечлага Я. М. Мороза і головного інженера Ю. К. Максимовича. 16 вересня на зборах членів ВКП (б) управління і політвідділу Ухтпечлага Я. М. Мороз як ворог народу, що проводив організовану шкідницьку діяльність в таборі, виключений з лав ВКП (б). Засуджений Військовою колегією Верховного суду СРСР (ВКВС) 19 січня 1940 року за звинуваченням у участі в контрреволюційній терористичній змовницькій організації. Розстріляний через два дні після виголошення вироку 21 січня. Похований на території Донського кладовища.